# Pavé d’Haveluy à Wallers
Der Sektor Pavé d’Haveluy à Wallers ist ein 2500 Meter langer mit Kopfsteinen gepflasterter Weg, welcher bei Paris–Roubaix zwischen Haveluy und Wallers befahren wird.

## Charakteristik
Der Sektor Pavé d’Haveluy à Wallers ist mit der Schwierigkeitsstufe von 4 Sternen ausgezeichnet. Als einer der Schwierigkeiten steigt der Abschnitt bis zur Rechtskurve leicht an und fällt dann bis zum Ende wieder ab. Der Zustand des Kopfsteinpflasters ist sehr unterschiedlich und macht es schwieriger, einen Rhythmus zum Befahren zu finden.

## Geschichte
Der Sektor wurde erstmalig 2001 befahren. Der Sektor wurde während der dritten Etappe der Tour de France 2010 in umgekehrter Fahrtrichtung befahren. Im Jahr 2018 haben die Les Amis de Paris–Roubaix mit Unterstützung von zwei Gartenbauschulen (Raismes und Lomme) ein Stück im Sektor restauriert.
2005 erhielt der Sektor den Namen Pavé Bernard Hinault. Ein weiterer Gedenkstein eingangs des Sektors ehrt Jean Donain, den Gründer des Rennens Grand Prix de Denain.

## Bildergalerie

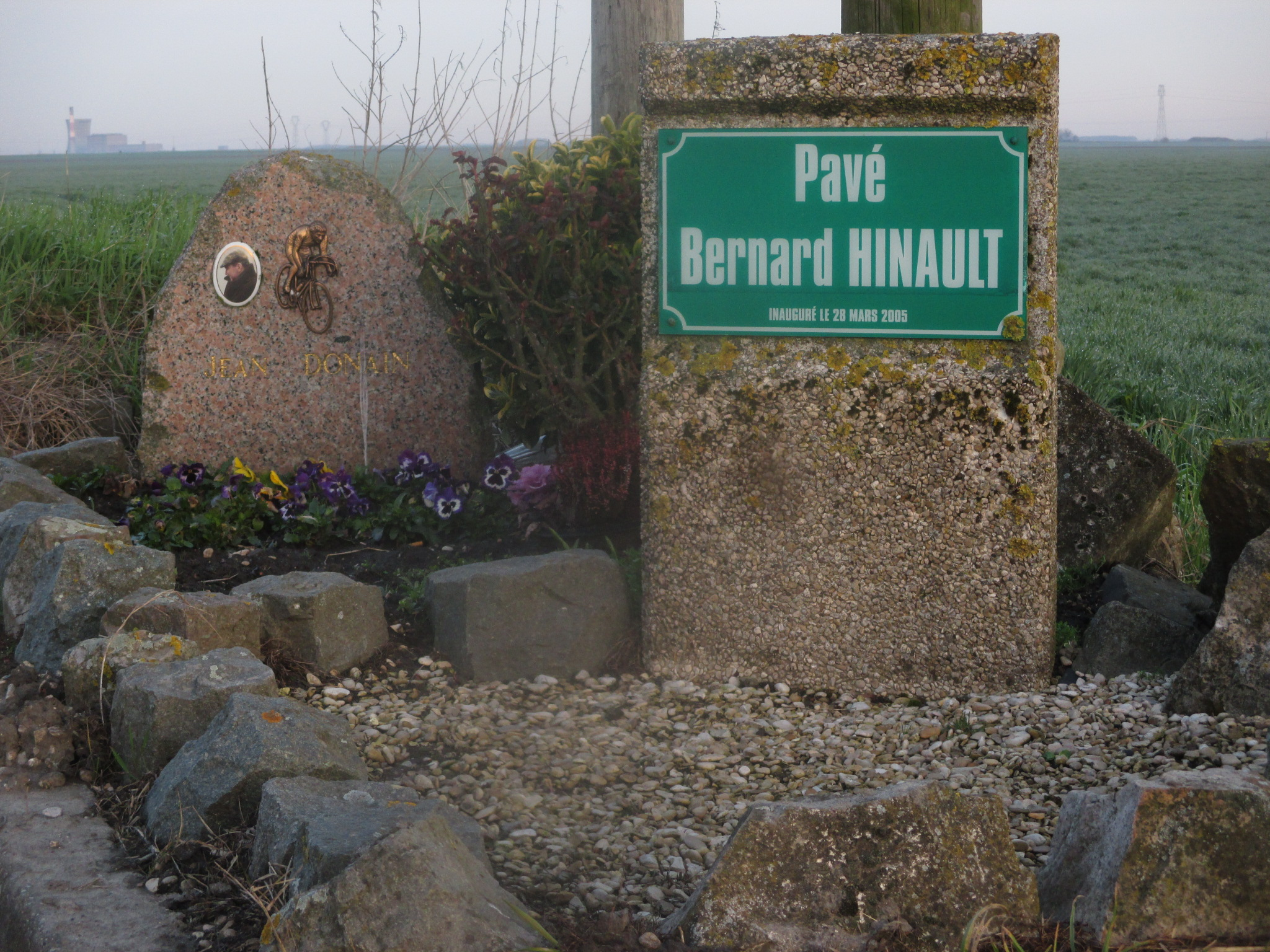
Beginn Sektor Pavé d’Haveluy à Wallers